# Šarūnas Šulskis
Šarūnas Šulskis (* 26. November 1972 in Kėdainiai) ist ein litauischer Schachspieler.

## Erfolge

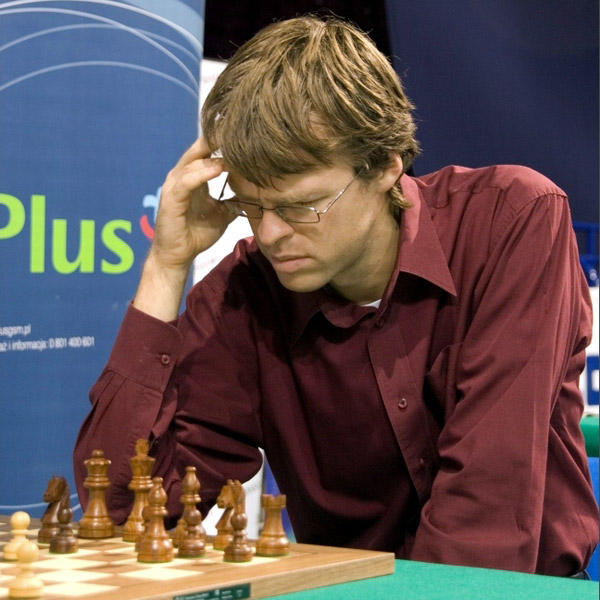
Šarūnas Šulskis, 2006

Seit 1996 trägt er den Titel Internationaler Schachgroßmeister. Im Mai 2001 wurde er in Kaunas litauischer Meister. Im März 2002 gewann er das Internationale Goodricke-Open in Kolkata, im Juli 2005 gewann er ein Turnier im litauischen Plungė.
Seit 1994 nahm er an acht Schacholympiaden teil, außerdem vertrat er Litauen zwischen 1997 und 2011 bei fünf Mannschaftseuropameisterschaften. Vereinsschach spielte er früher für Kaisė Vilnius, mit denen er am European Club Cup 1996 teilnahm. Inzwischen spielt er in Litauen für den ŠK Margiris Kaunas, mit dem er fünfmal am European Club Cup teilnahm, und in Belgien für den KSK 47 Eynatten, mit dem 2011 und 2014 belgischer Mannschaftsmeister wurde. In Deutschland spielt er seit 2012 für den SV 03/25 Koblenz.
Im Februar 2015 liegt er in der litauischen Elo-Rangliste auf dem zweiten Platz hinter Eduardas Rozentalis.